# Chryzostom (Kalamatianos)
Chryzostom, imię świeckie Kyriakos Kalamatianos (ur. 1930 w Chalkidzie) – duchowny Greckiego Kościoła Prawosławnego, od 1984 metropolita Metymny.

## Życiorys
Święcenia diakonatu przyjął 3 października 1954, a prezbiteratu 23 lipca 1967. Chirotonię biskupią otrzymał 6 maja 1984.